# Sinnesrobönen
Sinnesrobönen (engelska: Serenity Prayer) är en kristen bön skriven av den amerikanske prästen och teologen Reinhold Niebuhr 1926. Man använder sig ofta av en förkortad version av bönen på svenska som lyder som följer:
"Gud, ge mig sinnesro att acceptera det jag inte kan förändra, mod att förändra det jag kan och förstånd att inse skillnaden."

Den långa versionen lyder: 
"Gud, ge mig sinnesro, att acceptera det jag inte kan förändra, mod att förändra det jag kan och förstånd att inse skillnaden. Hjälp mig att leva en dag i taget, att glädjas åt ett ögonblick i sänder och att acceptera motgångar som en väg till frid. Hjälp mig att - på samma sätt som Du ta denna syndiga värld precis som den är, inte så som jag önskar att den skulle vara, och att lita på att Du gör allt väl om jag överlåter mig åt Din vilja. Ge mig nåden att få leva någorlunda lycklig i detta liv och i fullkomlig salighet tillsammans med Dig i det tillkommande." 
Sinnesrobönen används ofta inom tolvstegsrörelser såsom Anonyma Alkoholister, Al-Anon, Alateen, Anonyma Narkomaner och Anonyma Kokainister.
Bönen finns även som psalm.